# Kibitsu-jinja

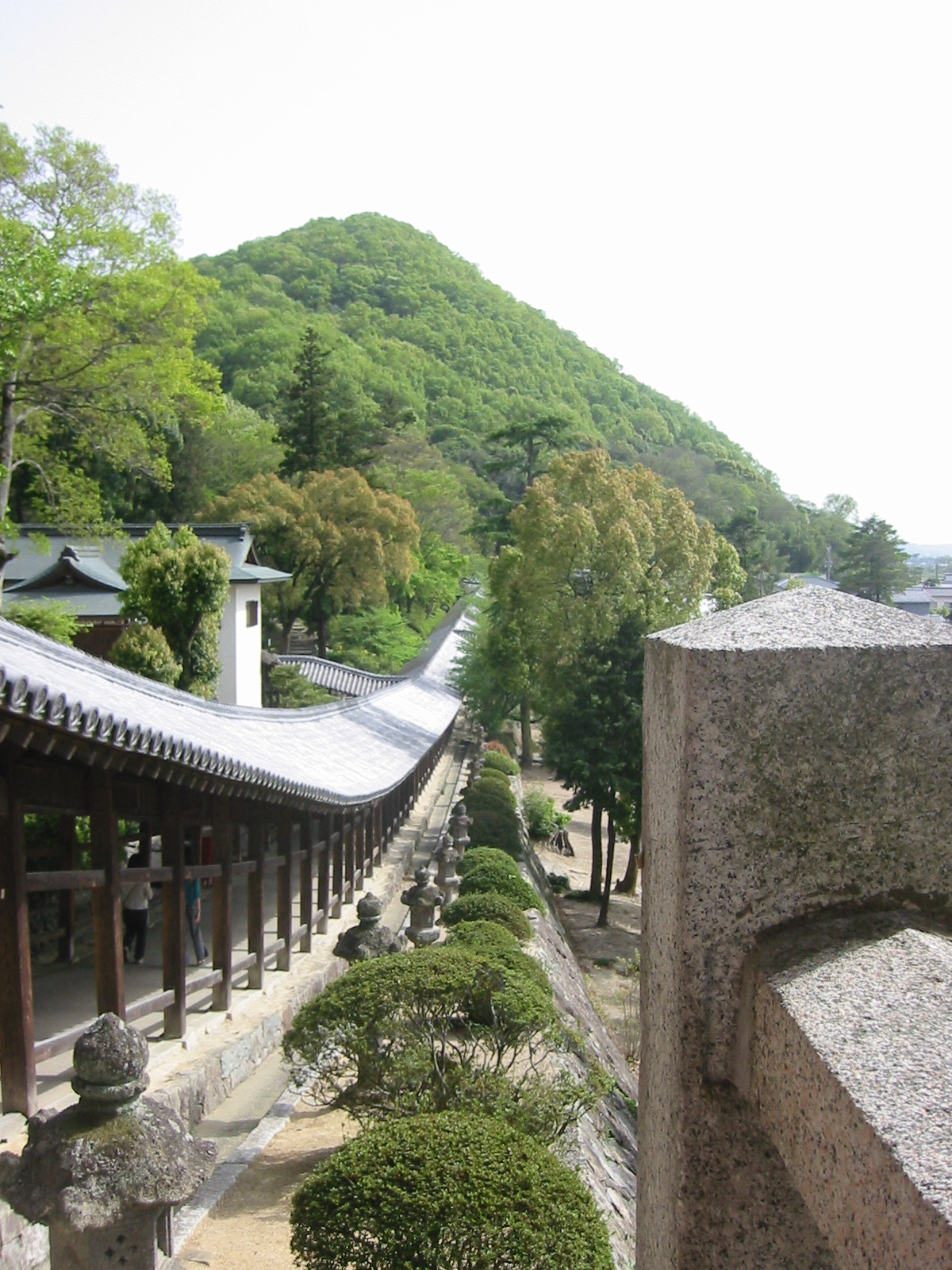
L'accès au sanctuaire se fait par un kairō (couloir) d'environ 400 mètres de long.

Le Kibitsu-jinja 吉備津神社 est un sanctuaire shinto situé dans la ville d'Okayama, dans la préfecture d'Okayama, au Japon.

## Histoire
Probablement fondé au Ve siècle, il est dédié au prince Kibitsuhiko-no-mikoto (吉備津彦命), envoyé par la cour impériale de Yamato dans la province Kibi (吉備国) afin de la soumettre. Une statue en bois représente la matérialisation corporelle de la divinité (go-shintai).
Le bâtiment principal (honden) qui, dans sa forme actuelle, date de 1425, ainsi que la salle de prières (haiden), sont construits dans le style kibitsu-zukuri, 吉備津造) qui ne se trouve plus représenté ailleurs qu'ici. Les deux édifices sont classés trésor national japonais.
Tenjin, Ame-no-uzume, le kami du fer Kana-yama-biko et sept autres divinités (kamis) sont vénérés dans un sanctuaire proche du nom de « Ichido-sha ».

## Caractéristiques
À l'occasion de fêtes particulières, le prêtre (dont la fonction est héréditaire) s'approche en portant un masque blanc et des gohei qui sont utilisés dans le sanctuaire.
Une caractéristique particulière de Kibitsu-jinja est la « bouilloire chantante en fer » (Kibitsu-no-ō-kama-san) dans laquelle sont préparées les offrandes alimentaires (shinsen, 75 plats différents) lors des deux fêtes principales du sanctuaire (tai-sai). Son chant résulte de la conversion de la chaleur en vibrations internes, phénomène physique utilisé par le moteur Stirling par exemple. La bouilloire est utilisée dans diverses cérémonies auxquelles elle participe à titre d'oracle, c'est-à-dire qu'elle cesse de chanter lorsque est présente une personne qui doit être pleurée.
Le 28 décembre a lieu la « fête du nettoyage de la suie » (Susu-harai-matsuri). À cette occasion, le sol du sanctuaire est balayé avec des fleurs et les plumes d'un oiseau de la montagne. Quelques jours plus tard, cette cérémonie est reproduite à petite échelle dans tout le pays et particulièrement dans les foyers traditionnels.

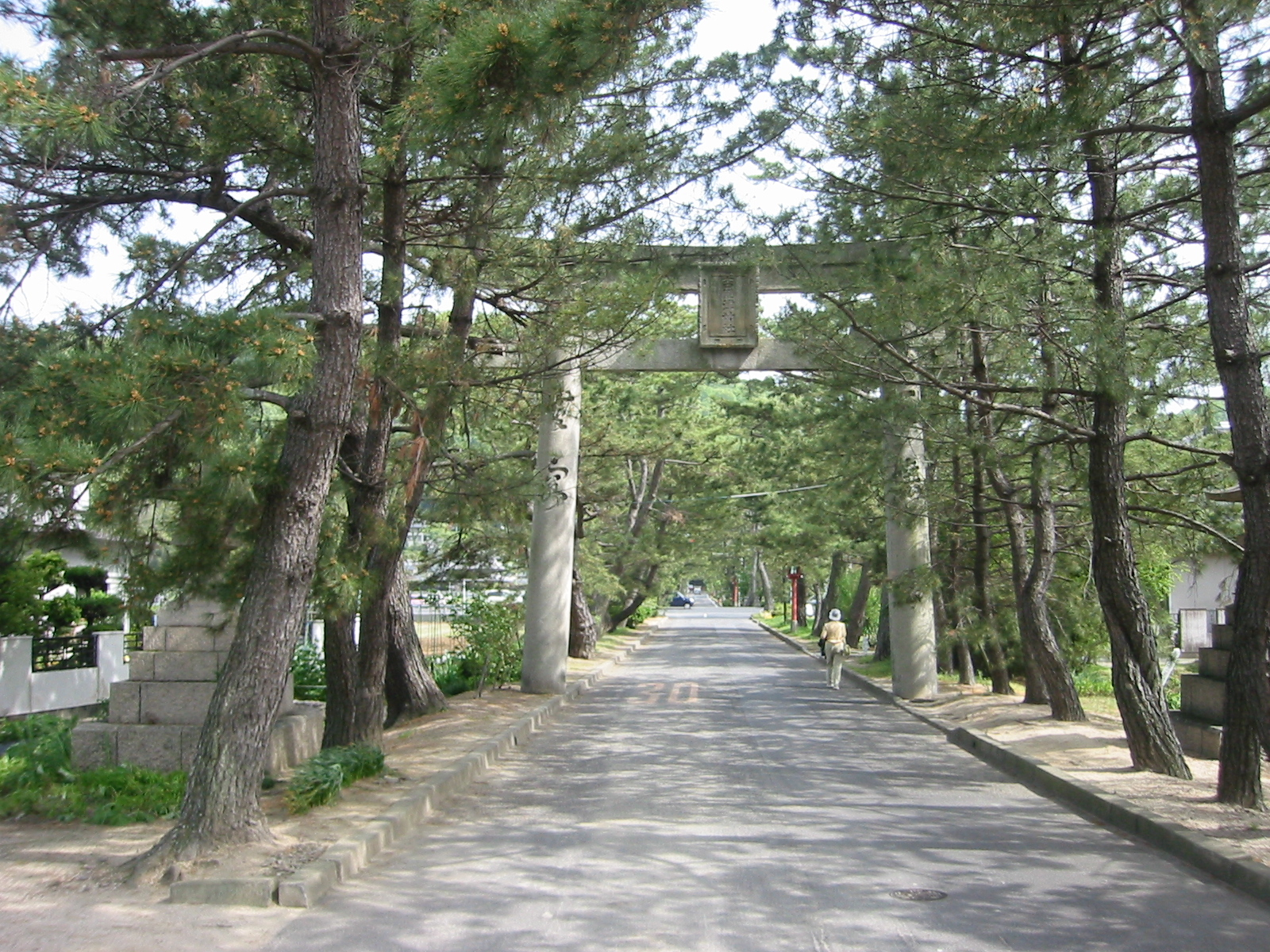
Torii : portail marquant l'entrée du sanctuaire.
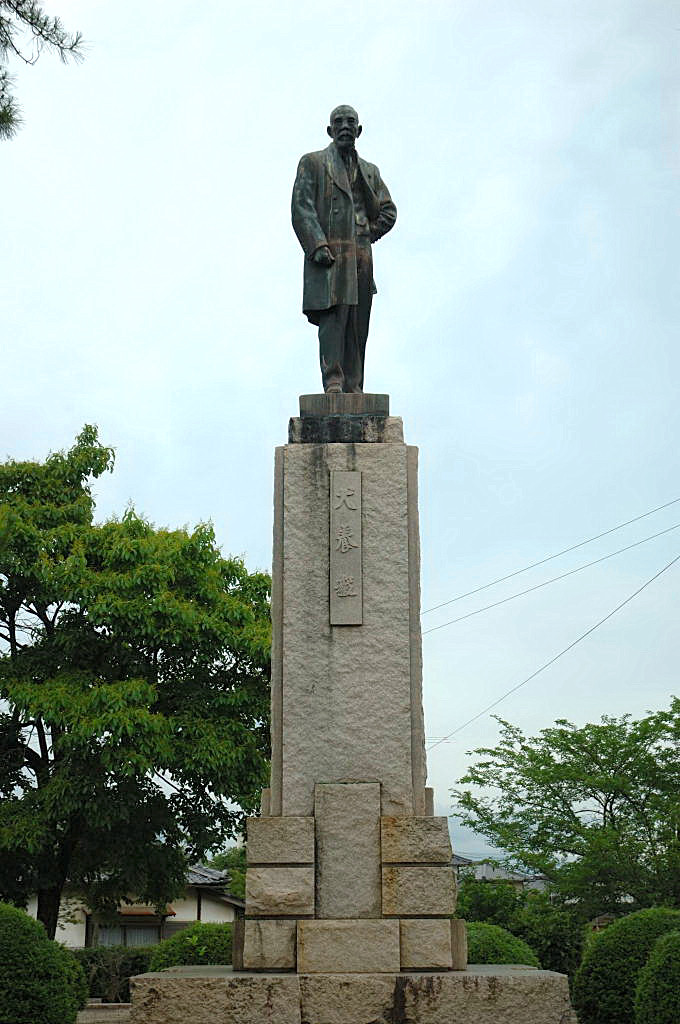
Statue d'Inukai Tsuyoshi.
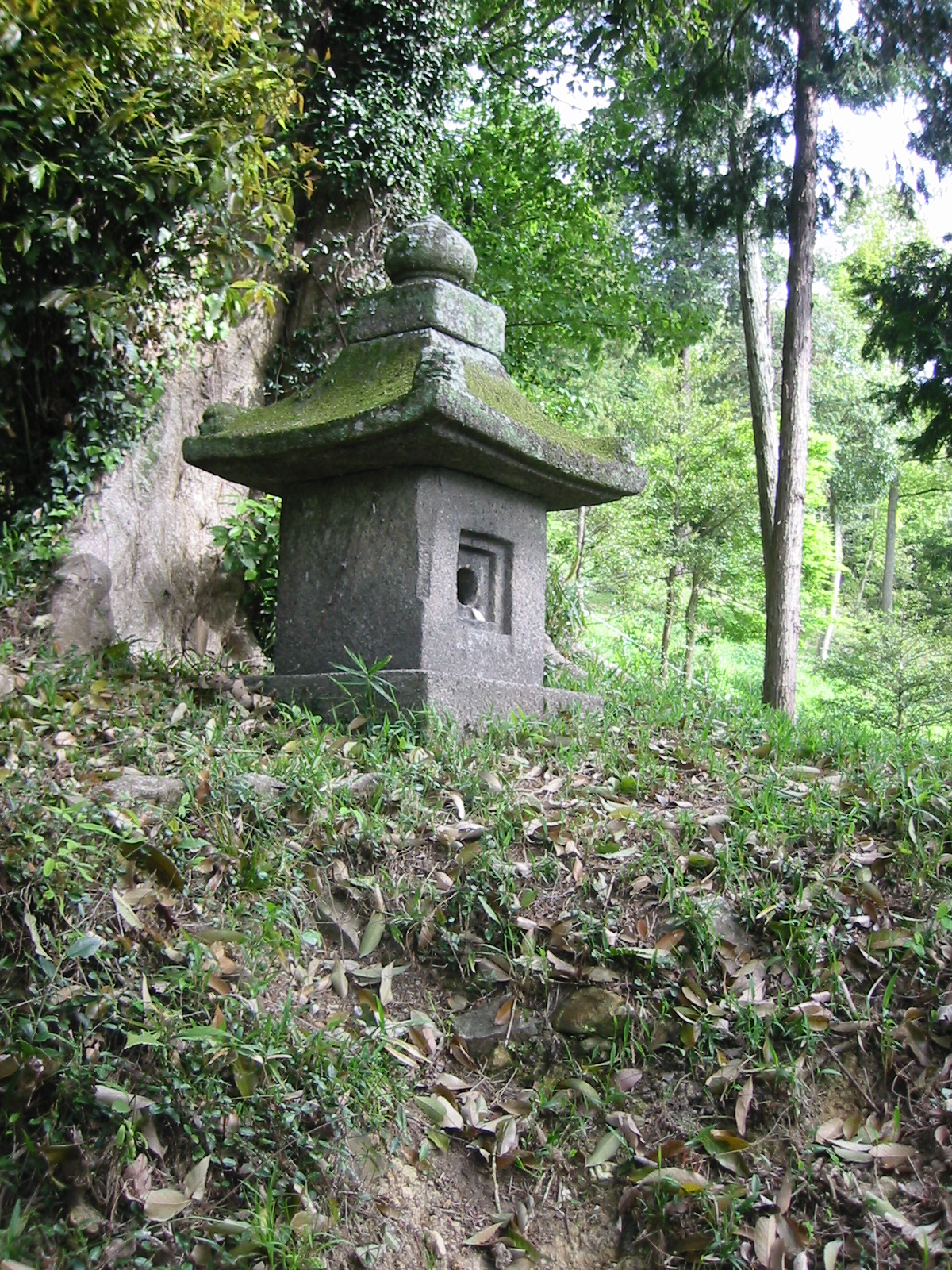
Tōrō : lanterne de pierre.

## Source de la traduction
- (de) Cet article est partiellement ou en totalité issu de l’article de Wikipédia en allemand intitulé « Kibitsu-Schrein » (voir la liste des auteurs).